# Лисела (язык)
Лисе́ла (индон. Bahasa Lisela) — австронезийский язык, используемый  одноименной народностью, проживающей в северной и северо-восточной частях индонезийского острова Буру (индон. Pulau Buru). Сохраняется также среди небольших общин лисела, проживающих в западных частях островов Серам и Манипа, а также на острове Амбон. Численность носителей — около 11 900 человек.
Принадлежит к буруанской группе центрально-молуккской ветви центрально-малайско-полинезийских языков. В рамках языка выделяются два диалекта — собственно, лисела, используемый большей частью народностии, и тагалиса, который в ходу у обитателей побережья залива Каели на северо-востоке Буру.
Язык постепенно утрачивается значительной частью его носителей — многие лисела переходят либо на государственный язык Индонезии — индонезийский, либо на амбонский диалект малайского языка, так называемый мелаю амбон (индон. Melayu Ambon) — широко распространенный на Молуккских островах в качестве лингва-франка (фактически представляет собой упрощенный индонезийский язык с той или иной долей местной лексики).
Самым близкородственным для лисела является буруанский язык, в частности, его диалект масарете — их лексическая общность составляет 68 %.
Наиболее существенные исследования языка лисела были проведены в 1980-е супругами Чарлзом (англ. Charles E. Grimes) и Барбарой (англ. Barbara Dix Grimes) Граймсами — австралийскими миссионерами и этнографами, активными участниками организации SIL International (не путать с Джозефом (англ. Joseph E. Grimes) и Барбарой (англ. Barbara F. Grimes) Граймсами, родителями Чарлза, также известными австралийскими этнографами).